# 광주 도시철도 2호선
광주 도시철도 2호선(光州都市鐵道2號線)은 광주광역시에서 사업을 계획하고 있는 도시철도이다. 백운광장에서 조선대, 광주교대, 광주역, 전남대, 일곡지구, 본촌산업단지, 첨단지구, 수완지구, 광주광역시청, 금호지구, 광주월드컵경기장 및 풍암지구를 거쳐 다시 백운광장까지 되돌아 오는 도시철도로, 2027년 개통을 목표로 전구간 저심도 경전철 방식으로 건설 중이다. 노선색은 ●파란색으로 결정되었다.

## 사업 개요
- 구간:
  - 본선: 광주광역시청 - 치평동 - 상무역 - 금호지구입구삼거리 - 광주월드컵경기장 - 풍암지구 - 주월동 - 백운광장 - 남광주역 - 조선대학교 - 광주교육대학교 - 광주역 - 전남대학교 - 오치동 - 일곡지구 - 본촌산업단지 - 양산동 - 첨단지구 - 수완지구 - 운남지구 - 유촌동 - 광주광역시청
  - 본선 루프꼬리: 백운광장 - 진월동 - 송암산업단지 - 효천2지구 - 효천역
- 정거장 수: 44개역
- 노선 연장: 41.9km
- 차량: 저심도 경전철
- 개통: 2027년 (1단계, 예정)
- 비고: "민자유치"보다는 국비와 시비를 중심으로 추진하며, 저심도 방식으로 백운고가 지하차도화와 연계될 예정이고, 남광주역-효천역간은, 경전선 광주 도심 구간 폐선 부지를 이용하려 했으나 시민 단체의 반발로 대남대로를 이용할 계획이다. 하지만 1호선 등이 지나가기 때문에 최대 30m를 굴착해야 되는 난공사가 될 전망이다.[2]

## 사업 진행상황
광주 도시철도 2호선의 사업 진척 상태는 다음과 같다.

### 2008년이전
- 최초 계획은 남구 효천역 - 송암공단 - 백운광장 - 금남로 - 북구 문화동까지를 잇는 13.7km의 노선으로, 2004년에 착공하여 2009년에 개통할 예정이었으며, 사업비는 6천3백7억 원이었다.
- 2000년 11월 30일 : 교통개발연구원은 전체 5호선 중 3호선까지만 건설할 것을 제안하고, 2호선은 순환형으로 권고. 효천역을 출발하여 백운광장, 조선대학교, 광주역, 광주시청, 금호지구를 지나 다시 백운광장으로 돌아오는 루프 순환 노선.
- 2001년 12월 : 제1차 지방 5대도시권 광역교통 5개년계획에 따라 2019년 완공목표로 포함 (대한민국 건설교통부 고시에 의거)
- 2002년
  - 2월 : 광주광역시 "지하철 2호선 기본계획과 노선망 변경안' 확정
  - 10월 : 대한민국 건설교통부, 기본계획안 인가 승인 획득
- 2003년 12월 : 대한민국 건설교통부로부터 사업 승인 획득
- 2004년 : 대한민국 기획예산처의 예비 타당성조사 결과 B/C = 1.42, AHP = 0.62
- 2005년 9월 : 전구간 지상고가 경량전철로 건립할 계획에 있어 2008년 착공을 목표로 루프꼬리 구간을 제외한 순환선만 건설할 것을 제안, 차량기지를 서구 화정동 광주월드컵경기장 근처 지역에 둘 계획
- 2007년 9월 : 민자유치 대신 국/시비로 고려하여 착공 목표 시점을 오는 2012년으로 연기

### 2009년
기본계획 및 용역 실시 후 5년이 지나 새로운 기본계획 및 용역 실시
- 2월 : 도시철도 자문위원회 용역 결과를 토대로 새로운 '남북형'노선 제시, 공청회 및 토론회 개최, 지역갈등 유발, 박광태 시장 '2호선 노선 결정 무기한 유보' 선언
  - '남북형' 노선 제 1안 : 첨단 - 양산 - 일곡 - 오치 - 전남대학교 - 광주역 - 금남로 4가역(1호선 환승) - 사직 - 백운광장 - 진월 - 효천
  - '남북형' 노선 제 2안 : 첨단 - 양산 - 일곡 - 오치 - 전남대학교 - 광주역 - 교대 - 조선대학교 - 남광주역(1호선 환승) - 백운광장 - 진월 - 효천
  - 3호선 노선(새 제안) : 첨단(2호선 환승) - 수완 - 시청 - 상무역(1호선 환승) - 금호 - 월드컵경기장 - 풍암 - 백운광장(2호선 환승)

- 5월 : 양혜령 광주시 의원 '순환연결형' 주장
  - '순환연결형' 노선 : 기존 순환선에 반고리선을 추가한 노선

- 6월 : 박광태 시장 ‘2개월 안에 노선 결정하겠다’고 밝힘
  - 확대순환선 : '남북형' 2호선 노선 + 3호선 노선

- 7월 : 광주도시철도 자문위원회에서 '대순환선'에 별도 지선 3개 추가 노선 잠정 합의
  - 확대순환선 + 지선
    - 1구간(15.8km) : 광주시청 ~ 서구 상무동 ∼ 월드컵경기장 ~ 백운광장 ~ 남광주역 ~ 광주역 (2011년 착공 후 2015년 개통)
    - 2구간(26.7km) : 광주역 ∼ 전남대학교 ~ 북구 일곡지구 ~ 광산구 첨단지구 ~ 수완지구 ~ 운남지구 ~ 광주시청 (2015년 착공 후 2020년 개통)
    - 3구간(4.8km) : 백운광장 ~ 남구 효천역 (2020년 착공 후 2022년 개통)

### 2011년
- 11월 29일 : 확대순환선으로 기본계획변경안 국토교통부 고시[3]

### 2012-2014년
- 2012년 7월 : 저심도(低深度) 지하경량전철 방식 확정
  - 1호선 환승역 변경 확정 : 운천 → 상무
  - 차량기지 위치 변경 검토 : 서구 유촌동 지상 → 서구 풍암동 중앙공원 지하
  - 임방울대로 등 넓은 도로의 중앙 노면 또는 반지하 주행 검토, 광신대교 및 첨단대교, 북구 양산지구 ~ 첨단지구 구간 제외 전구간 저심도 경전철
  - 지선변경
    - 지선1: 광주역~야구장~버스터미널~월드컵경기장 → 광주역~야구장~버스터미널~시청
    - 지선2: 하남산단~하남지구~송정공원 → 운남~월곡시장~송정역
- 2013년 12월 24일 : 기본계획 변경안 고시[4]
- 2014년 1월 : 국토교통부 주관 국가도시교통정책심의위원회에서 광주 도시철도 2호선 기본계획 확정
- 2014년 7월 : 윤장현 광주시장이 취임 후 2호선 건설 재검토 시작 (원안대로 추진, 노면확대 수정안, 연기, 중단 등)
- 2014년 12월 : 광주시의회의 반발과 '514인 광주공동체 시민회의'의 찬성 의견을 바탕으로, 기존 계획대로 진행하기로 확정함.

### 2015년
- 4월 : 지선1과 지선2가 국토교통부와 기획재정부의 반대로 백지화, 사업 재검토[5]
- 7월 30일 : 환경 파괴 논란이 있었던 백운광장-조선대 구간 2.88km이 푸른길공원을 통과하지 않는 것으로 결정됨. 이에 따라 증가한 500억원 가량의 예산은 역사 간소화로 충당할 것을 논의 중.
- 11월 12일 : 지상 고가(地上高架)에서 저심도(低深度) 방식으로의 건설방법 변경에 따른 추가 사업비 문제로, 저심도 공법방식을 원점에서 재검토하기로 함.[6]

### 2016년~ 현재
- 2016년 1월 26일 : 과도한 사업비로 저심도(低深度) 방식을 포기하고 다른 방식을 검토하며, 공사가 가능한 구간부터 공사를 시작하기로 함.
- 2016년 2월 16일 : 저심도 방식과 반지하형 방식(일부 구간 노면 주행)을 혼합한 방안이 확정되었다.
- 2016년 2월 24일 : 저심도 방식(일부 구간 노면 주행)으로 2018년 상반기에 착공하는 것으로 사업 추진 계획을 확정하였다.
- 2018년 12월 10일 : 기본계획 변경 고시[7]
- 2019년 6월 20일 : 사업계획 승인 고시[8]
- 2019년 10월 21일 : 1단계 시청역 ~ 광주역 구간 착공[9]
- 2020년 6월 4일 : 2호선 공사로 백운고가 철거
- 2020년 9월 27일 : 1단계 전기공사 시행[10]
- 2020년 11월 30일 : 백운고가 철거가 완전히 끝났고, 지하차도와 백운광장역 건설을 준비하고 있으며 남구 미래아동병원, 동구 지산사거리, 산수오거리 구간 굴착 공사를 진행하거나 저심도 터널을 굴착하는 중이다.
- 2021년 4월 : 1단계 구간 전기공사의 발주에 들어갔다
- 2021년 4월 19일 : 무중앙로 구간 공사가 시작된다. SC제일은행 건물 앞 사거리 ~ 타임스퀘어 빌딩  214m 구간에 대한 공사를 시작한다. 교통 불편을 최소화하기 위해 중앙분리대를 철거한 후 차로를 확보한 다음 지하 굴착공사가 시행될 구간의 차선 전환을 단계적으로 시행할 계획이다
- 2021년 5월 20일 : 롯데슈퍼 금호점 ~ 풍금사거리 구간 공사가 시작되었다
- 2021년 5월 : 종합관리동, 검수고 지하층 골조공사를 완료했다. 자재창고와 출발 검사고의 파일공사는 사토 반출과 성토 반입을 동시에 시행하며, 우기를 대비 건축, 토목공사를 병행하여 공사가 진행 중이다.
- 2021년 6월 : 도심 단절과 교통 혼잡, 소음 등을 막기 위함이다. 응암공원역 ~ 솔빛역 지상구간이 지하터널로 변경되고, 광신대교를 이용해 영산강을 건널 예정인 구간도 영산강 아래로 도하하는 하저터널로 변경된다. 단, 첨단대교 구간은 예정대로 첨단대교를 이용해 지상구간으로 건설된다. 광주시는 지상구간이 지하화로 변경되어 공사비용이 늘었으며, 2구간 공사기간 및 개통시기가 늦어질 것이란 우려가 있지만, 공사기간은 예정된 시기에 완공하여 개통될 수 있도록 할 것이라고 밝혔다.
- 2021년 6월 10일 : 플로리다병원 ~ 남구청 앞 구간부터 공사가 시작되며, 지하차도 공사도 함께 시작된다.
- 2022년 4월 20일 : 조선대학교 ~ 남광주역 구간 공사가 시작된다
- 2023년 12월 13일 : 2단계 구간 착공식
- 2024년 9월 : 2단계 구간 본 착공(2030년 12월 개통)

## 역 목록
역명은 아직 미정으로, 환승역을 제외한 나머지 역명은 가칭이다.

### 순환 본선
| 역 번호 | 역명         | 로마자 역명                | 한자 역명    | 역간 거리 | 누적 거리 | 접속 노선             | 소재지     | 소재지 | 비고  |
| ------- | ------------ | -------------------------- | ------------ | --------- | --------- | --------------------- | ---------- | ------ | ----- |
| 201     | 시청         | City Hall                  | 市廳         | -         | 0.0       |                       | 광주광역시 | 서구   | 1단계 |
| 202     | 치평         | Chipyeong                  | 治平         | 0.8       | 0.8       |                       | 광주광역시 | 서구   | 1단계 |
| 203     | 상무         | Sangmu                     | 尙武         | 0.5       | 1.3       | ● 광주 도시철도 1호선 | 광주광역시 | 서구   | 1단계 |
| 204     | 남상무       | Namsangmu                  | 南尙武       | 1.2       | 2.5       |                       | 광주광역시 | 서구   | 1단계 |
| 205     | 금호         | Geumho                     | 金湖         | 0.7       | 3.2       |                       | 광주광역시 | 서구   | 1단계 |
| 206     | 마재         | Majae                      | 馬岾         | 0.8       | 4.0       |                       | 광주광역시 | 서구   | 1단계 |
| 207     | 월드컵경기장 | World Cup Stadium          | 월드컵競技場 | 1.3       | 5.3       |                       | 광주광역시 | 서구   | 1단계 |
| 208     | 풍암         | Pungam                     | 楓巖         | 0.8       | 6.1       |                       | 광주광역시 | 서구   | 1단계 |
| 209     | 원광대병원   | Wonkwang Univ. Hospital    | 圓光大病院   | 0.9       | 7.0       |                       | 광주광역시 | 서구   | 1단계 |
| 210     | 무등시장     | Mudeung Market             | 無等市場     | 1.0       | 8.0       |                       | 광주광역시 | 남구   | 1단계 |
| 211     | 백운광장     | Baegun Plaza               | 白雲廣場     | 0.6       | 8.6       | 효천 지선             | 광주광역시 | 남구   | 1단계 |
| 212     | 봉선         | Bongseon                   | 鳳仙         | 0.7       | 9.3       |                       | 광주광역시 | 남구   | 1단계 |
| 213     | 방림         | Bangnim                    | 芳林         | 0.7       | 10.0      |                       | 광주광역시 | 남구   | 1단계 |
| 214     | 남광주       | Namgwangju                 | 南光州       | 0.6       | 10.6      | ● 광주 도시철도 1호선 | 광주광역시 | 동구   | 1단계 |
| 215     | 조선대       | Chosun Univ.               | 朝鮮大       | 0.6       | 11.2      |                       | 광주광역시 | 동구   | 1단계 |
| 216     | 지산         | Jisan                      | 芝山         | 0.9       | 12.1      |                       | 광주광역시 | 동구   | 1단계 |
| 217     | 두암         | Duam                       | 斗巖         | 1.1       | 13.2      |                       | 광주광역시 | 동구   | 1단계 |
| 218     | 서방사거리   | Seobangsageori             | 瑞方사거리   | 1.1       | 14.3      |                       | 광주광역시 | 북구   | 1단계 |
| 219     | 광주         | Gwangju                    | 光州         | 0.8       | 15.1      | 광주선                | 광주광역시 | 북구   | 1단계 |
| 220     | 전남대       | Chonnam Nat'l Univ.        | 全南大       | 1.0       | 16.1      |                       | 광주광역시 | 북구   | 2단계 |
| 221     | 용봉         | Yongbong                   | 龍鳳         | 0.8       | 16.9      |                       | 광주광역시 | 북구   | 2단계 |
| 222     | 오치         | Ochi                       | 梧峙         | 0.8       | 17.7      |                       | 광주광역시 | 북구   | 2단계 |
| 223     | 매곡         | Maegok                     | 梅谷         | 0.8       | 18.5      |                       | 광주광역시 | 북구   | 2단계 |
| 224     | 삼각         | Samgak                     | 三角         | 0.7       | 19.2      |                       | 광주광역시 | 북구   | 2단계 |
| 225     | 일곡         | Ilgok                      | 日谷         | 1.0       | 20.2      |                       | 광주광역시 | 북구   | 2단계 |
| 226     | 본촌산단     | Bonchon Industrial Complex | 本村産團     | 1.4       | 21.6      |                       | 광주광역시 | 북구   | 2단계 |
| 227     | 양산공원     | Yangsan Park               | 陽山公園     | 0.8       | 22.4      |                       | 광주광역시 | 북구   | 2단계 |
| 228     | 양산         | Yangsan                    | 陽山         | 0.8       | 23.2      |                       | 광주광역시 | 북구   | 2단계 |
| 229     | 용두         | Yongdu                     | 龍頭         | 0.7       | 23.9      |                       | 광주광역시 | 북구   | 2단계 |
| 230     | 신용         | Sinyong                    | 臣龍         | 0.9       | 24.8      |                       | 광주광역시 | 북구   | 2단계 |
| 231     | 쌍암         | Ssangam                    | 雙岩         | 1.4       | 26.2      |                       | 광주광역시 | 광산구 | 2단계 |
| 232     | 첨단         | Cheomdan                   | 尖端         | 0.7       | 26.9      |                       | 광주광역시 | 광산구 | 2단계 |
| 233     | 응암공원     | Eungam Park                | 鷹巖公園     | 0.7       | 27.6      |                       | 광주광역시 | 광산구 | 2단계 |
| 234     | 장덕         | Jangdeok                   | 長德         | 2.2       | 29.8      |                       | 광주광역시 | 광산구 | 2단계 |
| 235     | 수완         | Suwan                      | 水莞         | 1.3       | 31.1      |                       | 광주광역시 | 광산구 | 2단계 |
| 236     | 신가         | Singa                      | 新街         | 1.2       | 32.3      |                       | 광주광역시 | 광산구 | 2단계 |
| 237     | 운남         | Unnam                      | 雲南         | 0.9       | 33.2      |                       | 광주광역시 | 광산구 | 2단계 |
| 238     | 유덕         | Yudeok                     | 柳德         | 2.8       | 36.0      |                       | 광주광역시 | 서구   | 1단계 |

### 효천 지선
| 역 번호 | 역명       | 로마자 역명               | 한자 역명  | 역간 거리 | 누적 거리 | 접속 노선  | 소재지 | 비고  |
| ------- | ---------- | ------------------------- | ---------- | --------- | --------- | ---------- | ------ | ----- |
| 211     | 백운광장   | Baegun Plaza              | 白雲廣場   |           | 본선      | 광주광역시 | 남구   | 3단계 |
| 239     | 주월       | Juwol                     | 珠月       |           |           | 광주광역시 | 남구   | 3단계 |
| 240     | 북진월     | Bukjinwol                 | 北眞月     |           |           | 광주광역시 | 남구   | 3단계 |
| 241     | 진월       | Jinwol                    | 眞月       |           |           | 광주광역시 | 남구   | 3단계 |
| 242     | 광주대입구 | Gwangju University        | 光州大入口 |           |           | 광주광역시 | 남구   | 3단계 |
| 243     | 송암공단   | Songam Industrial Complex | 松巖工團   |           |           | 광주광역시 | 남구   | 3단계 |
| 244     | 효천       | Hyocheon                  | 孝泉       |           |           | 광주광역시 | 남구   | 3단계 |

## 같이 보기
- 광주 도시철도 1호선
- 광주 도시철도